# 扁刺蔷薇
扁刺蔷薇（学名：Rosa sweginzowii）为蔷薇科蔷薇属下的一个变种。

## 扩展阅读
維基物種上的相關：扁刺蔷薇